# Pontida
Pontida ist eine italienische Gemeinde (comune) mit 3255 Einwohnern (Stand 31. Dezember 2023) in der Provinz Bergamo, Region Lombardei.

## Geographie
Pontida liegt etwa 40 Kilometer nordöstlich von Mailand und etwa 16 Kilometer nordwestlich von Bergamo. Der Ort liegt wenige Kilometer östlich des Flusses Adda an der Bahnstrecke von Lecco nach Bergamo. Durch den Ort führt die ehemalige Staatsstraße 342.

## Geschichte
Als Ort des Schwurs von Pontida bildete sich im Jahre 1167 hier der Lombardenbund, der bei der Schlacht von Legnano gegen Friedrich Barbarossa 1176 kämpfte. Im Rahmen des Risorgimento des 19. Jahrhunderts wurde dieser Schwur erneut für die Staatsgründung herangezogen.
Albert von Prezzate stiftete am 8. November 1076 beim heutigen Pontida das gleichnamige Cluniazenser-Priorat, in dem er selber 1080 Mönch und Prior wurde. 1910 wurde das Kloster als Benediktiner-Abtei Pontida wiedererrichtet. Seit 2006 sind Pontida durch Präsidialerlass Stadtrechte eingeräumt.

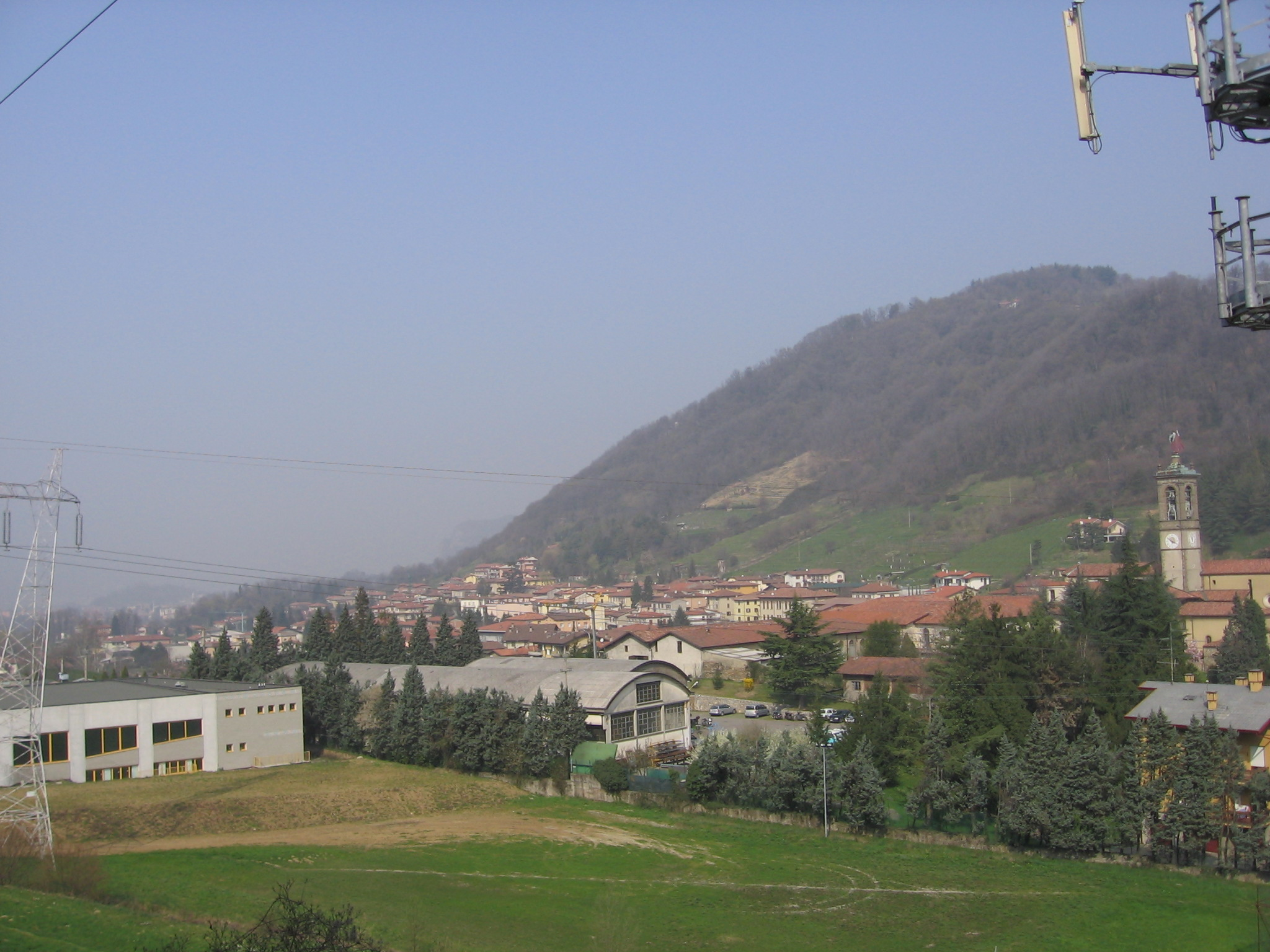
Pontida
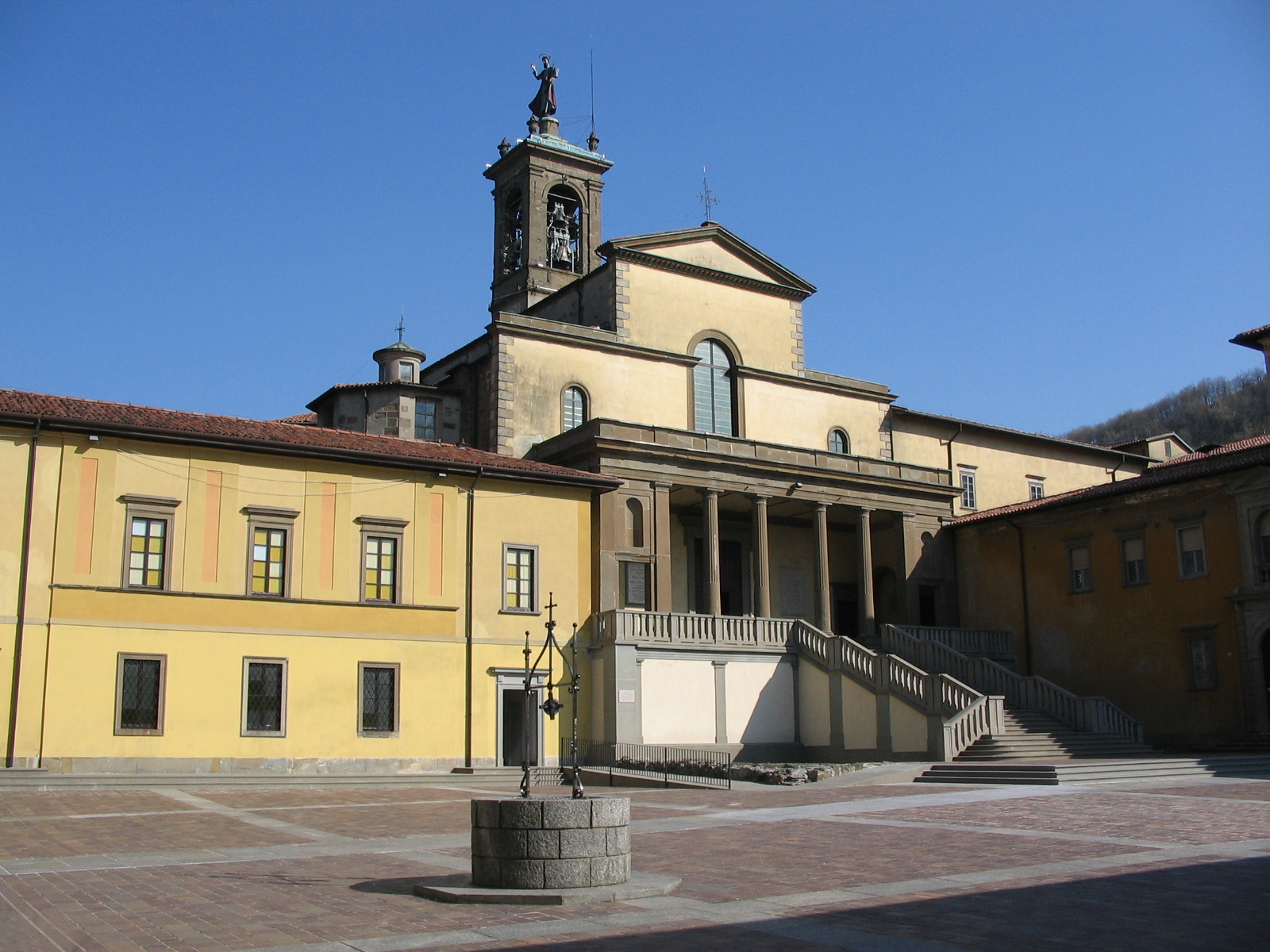
Abtei S. Giacomo